# Glandon
Glandon település Franciaországban, Haute-Vienne megyében. Lakosainak száma 806 fő (2022. január 1.). Glandon Saint-Yrieix-la-Perche, Saint-Éloy-les-Tuileries, Payzac és Sarlande községekkel határos.

## Népesség
A település népességének változása:
| Lakosok száma | 795  | 792  | 810  | 781  | 779  | 780  | 790  | 798  | 806  |
|               | 2013 | 2015 | 2016 | 2017 | 2018 | 2019 | 2020 | 2021 | 2022 |